# Браке (Нижня Саксонія)
Браке (нім. Brake) — місто в Німеччині, розташоване в землі Нижня Саксонія. Адміністративний центр району Везермарш.
Площа — 38,18 км2. Населення становить 14 884 ос. (станом на 31 грудня 2021).